# I-60
I-60 — підводний човен Імперського флоту Японії, який взяв участь у бойових діях на початковому етапі Другої світової війни.

## Довоєнна служба
І-60 належав до типу KD3 (підтип KD3B). Його спорудили в 1929 році на верфі ВМФ у Сасебо та включили до 28-ї дивізії підводних човнів, у складі якої І-60 перебував і на момент вступу Японії у Другу світову війну.
2 лютого 1939-го під час флотських навчань у протоці Бунго (розділяє острови Кюсю та Сікоку) І-60 таранив однотипний підводний човен І-63. Останній швидко затонув, загинув 81 член екіпажу (хоча 7 морякам вдалось урятуватись). Причиною інциденту стало те, що вахтовий офіцер І-60 сприйняв два сигнальні вогні І-63 як належні двом дрібним сайпанам.

## Участь у Другій світовій війні
На момент вступу Японії у Другу світову війну І-60 проходив модернізацію на верфі Tama Zosensho в Тамі (хоча формально рахувався у складі сил, які здійснили вторгнення до Малаї). По завершенні робіт та певного періоду тренувань човен вирушив 31 грудня 1941-го з Кобе до Давао на південному узбережжі філіппінського острова Мінданао (це місто вже 20 грудня захопив японський десант), куди прибув 5 січня 1942-го.
10 січня 1942-го І-60 та ще один підводний човен вирушили з Давао у бойовий похід, маючи завдання спершу прикрити висадку в Менадо на північно-східному півострові острова Целебес (відбулась в ніч проти 11 січня). Одразу після цього І-60 мав вийти в Індійський океан та патрулювати біля південного входу до Зондської протоки (розділяє острови Ява та Суматра). 16 січня човен доповів про прибуття в цей район.
17 січня 1942-го на вході до протоки І-60 зустрівся з британським есмінцем HMS Jupiter. Останній супроводжував військовий транспорт, що здійснив доставлення підкріплень до Сінгапуру, але отримав тривожне повідомлення від одного з торгових суден та розпочав протичовновий пошук. Через дві години Jupiter встановив контакт з підводною ціллю та провів дві атаки глибинними бомбами, внаслідок яких І-60 зазнав серйозних пошкоджень та був вимушений піднятись на поверхню.
Японська субмарина з'явилась над водою так близько до есмінця, що останній не міг використовувати свій головний калібр. Водночас зенітний автомат Jupiter вів вогонь по японських моряках, які виходили з середини човна для обслуговування палубної гармати. Незважаючи на втрати, підводникам вдалось випустити сім чи вісім снарядів, один з яких вивів з ладу передню установку головного калібру есмінця та вбив трьох членів екіпажу. Jupiter спробував атакувати субмарину двома торпедами, проте вони не влучили в ціль. Нарешті, дві справні артилерійські установки есмінця змогли відкрити вогонь та досягли кількох влучань, при цьому після одного з них у бойовій рубці І-60 почалась пожежа. У підсумку Jupiter скинув глибинну бомбу поблизу від човна, що й добило І-60.
На Jupiter підібрали 3 японські моряки, один з яких пізніше помер від ран. Всього загинули 84 члени екіпажу субмарини.
Можливо також відзначити, що вже наприкінці лютого 1942-го HMS Jupiter наскочить на міну та загине під час підготовки до битви у Яванському морі.